# Эль Дебс, Фелипе
Фелипе Эль Дебс (порт. Felipe El Debs; род. 29 января 1985, Сан-Карлус) — бразильский шахматист, гроссмейстер (2010).
Выступления в личных соревнованиях:
- 44-й чемпионат мира среди юниоров (2005) в г. Стамбуле;
- 4 личных Панамериканских чемпионата (2009, 2014—2015, 2018);
- Кубок мира 2017 года в г. Тбилиси.

Выступления в составе сборной Бразилии: 
- 2 олимпиады (2008 и 2014);
- 9-й Панамериканский командный чемпионат[англ.] (2013) в Кампинасе. Команда Бразилии заняла 3-е место.

## Изменения рейтинга
| Графики недоступны из-за технических проблем. См. информацию на Фабрикаторе и на mediawiki.org. |